# Spadowa Przehyba
Spadowa Przehyba (niem. Leitenscharte, słow. Spádová priehyba, węg. Lejtő-csorba, 2245 m) – płytka przełączka w północnej grani Rysów w Tatrach Wysokich. Grań ta oddziela Dolinę Rybiego Potoku od Doliny Białej Wody (Bielovodská dolina) i biegnie nią granica polsko-słowacka. Spadowa Przehyba znajduje się między północnym wierzchołkiem Niżnich Rysów (Skrajna Turnia w Niżnich Rysach Predná veža v Malých Rysoch, ok. 2375 m) a Spadową Kopą (Spádová kopa, 2251 m). Na stronę wschodnią, do Doliny Spadowej ze Spadowej Przehyby zbocze opada wielką załupą. Z orograficznie prawej strony nakryta ona jest niskim pasem przewieszonych ścianek, z lewej strony ograniczają ją wielkie płyty Spadowej Kopy. Na zachodnią stronę spod Spadowej Przehyby opada ściana tworząca jedna całość ze ścianą Spadowej Kopy i północnego wierzchołka Niżnich Rysów.
Załupą z Doliny Spadowej prowadzi jedna z dróg wspinaczkowych przez Spadową Przehybę. Można na przełączkę tę wejść także od Kotła pod Rysami oraz granią z Ciężkiej Przełączki.

## Drogi wspinaczkowe
1. Od wschodu, z Doliny Spadowej; III, jedno miejsce IV w skali tatrzańskiej, 1 godz.
2. Z Kotła pod Rysami; 0+, miejsce I, 1 godz.
3. Północną granią, z Ciężkiej Przełączki; W zależności od wariantu I lub II, 30 min do 1 godz.[2]

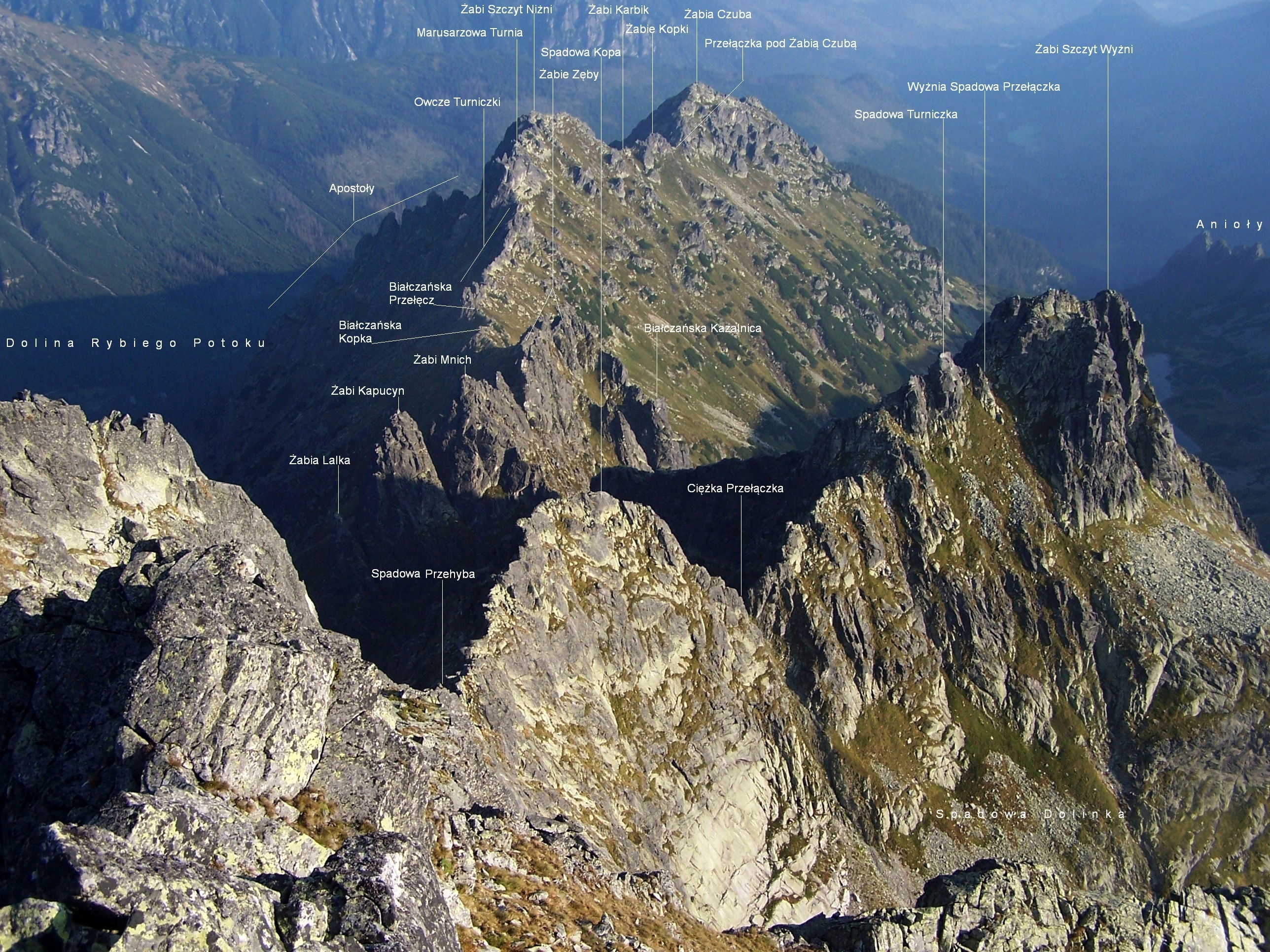
Widok z Niżnich Rysów